# 沂水站
沂水站，位于中华人民共和国山东省临沂市沂水县四十里堡镇小薛庄村，是胶新铁路上的火车站，建于2003年，由济南铁路局临沂车务段管辖。

## 車站周邊
- 中国邮政储蓄银行三十里邮政储蓄所

## 业务办理
客运办理旅客乘降，行李包裹托运。
货运办理整车，零担货物到发。

## 歷史
- 建于2003年。